# Ernst Ströer (Lehrer)
Ernst Ämilian Ströer (* 16. Juni 1886 in Bärringen; † unbekannt) war ein sudetendeutscher Lehrer und Herausgeber.

## Leben und Wirken
Ströer stammte aus dem böhmischen Teil des Erzgebirges und war der Sohn des Fabrikanten Johann Ströer und dessen Ehefrau Anna geborene Köstler aus Neuhammer.
Er schlug nach dem Besuch der Volksschule eine Lehrerausbildung ein und promovierte zum Dr. phil. Er wurde Mittelschullehrer in Bärringen und trug den Professorentitel.
Bekanntheit erlangte er insbesondere durch die Herausgabe der Deutschen Lesehefte, die im Verlag Rohrer in Brünn erschienen sind, sowie sein Sudetendeutsches Balladenbuch.
Ströer heiratete am 22. Februar 1915 Anna geborene Zeidler aus Bärringen (* 1892).

## Publikationen (Auswahl)
- Tirililei. Acht Schnurren zur Laute. Hofmeister, Leipzig.
- Titililei. Lieder mit Gitarrenbegleitung. Hofmeister, Leipzig.
- Märchen aus der Weltliteratur. Rohrer, Brünn [1934].
- (Hrsg.): Theodor Storm: Pole Poppenspäler. Rohrer, Brünn [1934].
- (Hrsg.): Hans Watzlik: Heilige Saat und andere Erzählungen. Rohrer, Brünn [1934].
- (Hrsg.): Wilhelm Hauff: Gespensterschiff u. a. Geschichten. Rohrer, Brünn [1934].
- (Hrsg.): Eduard Mörike: Die Historie von der schönen Lau u. a. Märchen. Rohrer, Brünn [1934].
- Sudetendeutsches Balladenbuch. Reichenberg 1937.
- Allerhånd Gaschichtla. Lustige Geschichten in erzgebirgischer Mundart. Prag [1937]. (SBB StaBiKat)